# Baltasar Unquera
Baltasar de Unquera (Infiesto, Asturias, España 6 de enero de 1766, Buenos Aires, Virreinato del Río de la Plata 5 de julio de 1807) fue un marino español que combatió en las Invasiones Inglesas al Río de la Plata.

## Biografía
Baltasar de Unquera nació en la villa de San Juan de Berbio, en Piloña, principado de Asturias, España el 6 de enero de 1766, hijo del General Pedro Nicolás de Unquera y de María Jacinta Covián (o Cobián).
Tras efectuar sus primeros estudios en la villa de Infiesto, siguió la carrera naval y después de cursar estudios en Ferrol se graduó de teniente de fragata en 1794 y a mediados del mismo año fue promovido al grado de teniente de navío estando al mando de un convoy de 21 mercantes. Durante las guerras contra la Revolución Francesa estuvo presente en el sitio de Tolón.
En marzo de 1797 los británicos bloquearon en Cádiz a la escuadra española. Mientras se alistaba la flota, en abril Unquera fue puesto al mando del apostadero de Rota asignándoselo 4 de las 7 cañoneras disponibles y 2 barcas. El 9 de mayo de 1799 liberó al navío francés Censor varado en los bajos de Chipiona e impidió que fuera destruido por los británicos, consiguiendo entrar en la bahía de Cádiz perseguido por la escuadra bloqueadora.
Fue destinado a América sirviendo primero en Florida y posteriormente en el Virreinato del Río de la Plata asignado al Apostadero de Montevideo donde se le encomendó el mando de la fragata Fuerte, de 26 cañones.
El 6 de mayo de 1805 salió de Montevideo junto a la fragata de 38 cañones Asunción al mando de Juan Domingo Deslobbes en operaciones de control de actividades corsarias británicas. El día 20 la Asunción varó en el banco Inglés en medio de un temporal y al anochecer se hundió pereciendo su capitán, 11 oficiales (entre ellos el alférez de navío porteño Francisco Aldao) y 294 hombres. Continuando sus operaciones enfrentó a dos fragatas inglesas en las cercanías de Maldonado. Un nuevo temporal que separó a los combatientes arrojó su nave contra la costa y tras varar se desató un incendio a bordo con lo que se perdió definitivamente la fragata.
De regreso en España fue destinado al navío de 112 cañones Príncipe de Asturias, como ayudante de su comandante Federico Gravina. El 21 de octubre de 1805 participó de la batalla de Trafalgar.
Fue destinado nuevamente a Montevideo y tras producirse la captura de Buenos Aires por la primera de las Invasiones Inglesas al mando de Guillermo Carr Beresford en 1806, Unquera junto con Juan Gutiérrez de la Concha, José Obregón, Juan Ángel Michelena y otros jefes navales residentes en Montevideo presentaron al gobernador Pascual Ruiz Huidobro un plan de reconquista. Las modificaciones decididas por Santiago de Liniers al plan original lo movieron a solicitar su relevo como jefe de las cañoneras que acompañarían la expedición reconquistadora.
Se desempeñó como primer ayudante de Santiago de Liniers durante la defensa de Buenos Aires en la segunda invasión en 1807. En ese carácter fue enviado como parlamentario a pedir la rendición de los ingleses refugiados en el Convento de Santo Domingo el 5 de julio de 1807. Al aproximarse, las tropas británicas no respetaron la bandera de parlamento y lo recibieron con una descarga que lo hirió gravemente y mató a Manuel Arce. Atendido en el mismo sitio perdió un brazo pero se negó a ser evacuado, muriendo desangrado.
Estaba casado con la porteña Martina Josefa Warnes, hermana del coronel Ignacio Warnes y del teniente coronel Martín José Warnes. Su viuda permaneció en Buenos Aires y apoyó decididamente la emancipación de su patria siendo considerada una de las Patricias Argentinas. Baltasar de Unquera fue abuelo del académico, periodista y escritor Antonio de Balbín de Unquera (1842-1919), Letrado del Consejo de Estado.
En la nomenclatura de Buenos Aires preparada en 1808 por el sargento mayor de ingenieros Mauricio Rodríguez de Berlanda se dio el nombre de Unquera a la actual calle Florida.
En el Museo de Luján se conserva un retrato al óleo de Baltasar de Unquera.
Falleció en Buenos Aires, se había casado con la patricia doña Martina Warnes. 